# 218570 Jonvandegriff
218570 Jonvandegriff è un asteroide della fascia principale. Scoperto nel 2005, presenta un'orbita caratterizzata da un semiasse maggiore pari a 2,367977 UA e da un'eccentricità di 0,219574, inclinata di 1,633844° rispetto all'eclittica.